# Backbone.js
Backbone — це JavaScript бібліотека з RESTful JSON інтерфейсом і базується на парадигмі програмування Model-View-Presenter (MVP). Backbone.js відомий своїми малими розмірами та прямою залежністю від бібліотеки Underscore.js. Бібліотека призначена для розробки односторінкових вебзастосунків. Розроблена Джеремі Ашкінсоном, відомим завдяки CoffeeScript.

## Використання
З використанням бібліотеки Backbone.js створено наступні вебсервіси:
- Sony Entertainment Network
- Airbnb[2]
- BitTorrent.com
- Diaspora[2]
- Digg[3]
- DocumentCloud[2]
- Flixster
- Foursquare[2]
- Groupon Now[2]
- Hulu[2]
- LinkedIn Mobile
- NewsBlur[4]
- Pandora Radio[2]
- Pinterest
- GeoGuessr
- Soundcloud[2]
- Trello[2]
- USA Today.com[2]
- WordPress.com[2]
- Strideapp.com[2]